# Martin Kippenberger und Co – Ein Dokument
Martin Kippenberger und Co – Ein Dokument. Ich kann mir nicht jeden Tag ein Ohr abschneiden ist ein Dokumentarfilm von Jacqueline Kaess-Farquet über die Neuen Wilden: Martin Kippenberger, Albert Oehlen, Markus Oehlen, Georg Herold, Werner Büttner, Hans Peter Adamski, Peter Bömmels, Jiří Georg Dokoupil, Volker Tannert. In spontan für den Film entstandenen Performances demaskieren sie, jeder auf seine Weise, frivol und frech den Kunstmarkt und seine Regeln. Neben der Szene in Hamburg entwickelt sich die neue Malerei in Köln und Berlin. Der Film zeigt auch diese Positionen der „Neuen Wilden“, kommentiert von Wolfgang Max Faust.
Zu sehen sind Werke von Elvira Bach, Ina Barfuss, Walter Dahn, Rainer Fetting, Helmut Middendorf und Thomas Wachweger.